# Abacetus dilutipes
Abacetus dilutipes es una especie de escarabajo terrestre de la subfamilia Pterostichinae. Fue descrito por Chaudoir en 1869.